# Papa Estêvão V
Estêvão V (VI) foi o 110º Papa. Foi eleito em 4 de Setembro de 885 e morreu em 14 de Setembro de 891. Sucedeu ao Papa Adriano III.
O seu pai, Adriano, pertencia à aristocracia romana e a sua educação foi entregue ao seu parente, o bispo Zacarias, bibliotecário da Santa Sé. Estêvão foi ordenado cardeal-presbítero de Santi Quattro Coronati, em Roma, pelo Papa Marinho I, e a sua fama de santidade tornava-o um candidato natural ao papado.
Estêvão teve que enfrentar tempos complicados, com fome generalizada provocada por uma seca e pragas de gafanhotos; como o tesouro papal estava vazio, teve que recorrer à riqueza do seu pai para socorrer os pobres, redimir cativos e reparar igrejas.
Para promover a ordem, Estêvão adotou a Guido III de Espoleto, como "seu filho" e coroou-o imperador em 891.
Segundo o New Catholic Encyclopedia, dentro de poucos meses, uma reação violenta terminou o pontificado do papa Estevão; ele foi despojado da insígnia pontificada, foi encarcerado e estrangulado.